# Berlín (El Salvador)
Berlín es una ciudad y distrito del municipio de Usulután Norte en el departamento de Usulután, en El Salvador. Está localizada al oriente de El Salvador, a 112 km de la ciudad capital San Salvador. La ciudad de Berlín está situada en la Sierra Tecapa-Chinameca-Alegrìa, en la zona montañosa del centro-norte de Usulután.
Fundada en 1885 como Berlín, por los pobladores del entonces Valle "Gramalón" o "Agua Caliente" y por un alemán de nombre Serafín Brennen, quien había llegado a establecerse en el lugar, después de supuestamente haber sobrevivido a un naufragio frente a las costas salvadoreñas.

## Toponimia
El nombre europeo Berlín fue sugerido por Serafín Brennen (ciudadano alemán radicado en el valle), obviamente rememorando a la ciudad de Berlín, hoy capital de la República Federal de Alemania.
El nombre de Berlín proviene de las palabras berle o berlin que, en el idioma polabo que hablaban los vendos, significaba Tierra no cultivable o Tierra Deshabitada, respectivamente. La etimología de Berlín también puede derivar de la combinación del vocablo berl (con la posible acepción de pantano) más el sufijo locativo eslavo -in, que indica un lugar; por lo tanto, su posible significado podría ser el de «Tierra Pantanosa». Sin embargo, el lugar en donde está enclavada la ciudad de Berlín en El Salvador no es nada parecido a la etimología del nombre.

## Historia

### Época precolombina
Antiguamente, en la época precolombina, se supone que en la zona donde hoy está la ciudad estaban asentados pueblos Lencas, los cuales se asentaron en grandes números debido a la abundante fauna y vegetación de la zona. Posteriormente los Pipiles fueron llegando desde el norte e incursionando en el área, generando una gran influencia cultural y lingüística.

### Época colonial
Por los años 1500 en adelante, Usulután pertenecía a la villa de San Salvador, por lo tanto también el Valle de Agua Caliente (área donde posteriormente se erigiría la ciudad de Berlín). Esta época se caracterizó porque la producción agrícola ya no es para el bien comunal sino que también para los ladinos (población mestiza o hispanizada). Estos ladinos solamente se enriquecieron con los cultivos como el añil, allá por el siglo XVI y XVII. Comparado con el cacao, el añil era una actividad lucrativa para los europeos, pero también dañina para la población.

### Periodo republicano
Este período está muy ligado a la producción del café que sustituyó al añil, esto provocó que el 26 de febrero de 1881 el presidente Dr. Rafael Zaldívar decretara varias leyes, de las cuales las tierras comunales Ejido quedan en manos de unos pocos propietarios. Así nace el poder cafetalero. En el valle de Agua Caliente por ser tierra apropiada para el cultivo del café, por estar situada en la falda occidental del volcán de Alegría se van creando las grandes haciendas cafetaleras, tales como: San Lorenzo, El Delirio, El Trujillo, Los Planes, Santa Teresa, El Tablón, Las Conchas, El Guarumal, San Antonio Miramar, etc. las cuales han permitido al municipio ser muy importante en la producción de café que era la base fundamental para la economía del país.

### Fundación
El valle de Agua Caliente, en jurisdicción de la ciudad de Tecapa (hoy Alegría), se erigió en pueblo, con el nombre europeo de Berlín, por Decreto Legislativo expedido el 31 de octubre de 1885 por el Supremo Gobierno Provisional, que presidía el general Francisco Menéndez.
Con el objeto de evitar dificultades en la administración de justicia y cualquier división entre los vecinos de la ciudad de Alegría y del pueblo de Berlín por motivos de límites, el Poder Legislativo demarcó ambas jurisdicciones al fijar sus límites el 4 de marzo de 1891.
Por Decreto Legislativo de 9 de marzo de 1892, el pueblo de Berlín se incluyó en la división administrativa creada con el nombre de distrito de Alegría.
Durante la administración de don Pedro José Escalón y por Ley del 19 de abril de 1904 se otorgó al pueblo de Berlín el título de "Villa".
Ocupaba el solio presidencial el general Fernando Figueroa, cuando la Asamblea Nacional Legislativa emitió el decreto de 10 de mayo de 1909, en virtud del cual se otorgó el título de "Ciudad" a la villa de Berlín, como un reconocimiento al progreso que había alcanzado por su agricultura y comercio, número de sus habitantes y ornato de la población.
La ciudad de Berlín fue elevada a la categoría de cabecera de distrito por Decreto Legislativo de 12 de noviembre de 1947, emitido durante la administración del general Salvador Castaneda Castro.
El distrito de Berlín, cuarto y último distrito creado en el departamento de Usulután, quedó formado por la ciudad de Berlín, la villa de San Agustín y los pueblos de Mercedes Umaña y San Francisco Javier.
En enero de 1886, se instalaron las autoridades locales, se eligió al primer alcalde (José Pilar Reyes), y se realizó el primer matrimonio. El siguiente año, en 1887 Se fundaron las primeras escuelas primarias. En 1888 fue trazada y comenzó a construirse la ciudad. En 1889 Se fundó la primera botica empírica. El 30 de diciembre de 1890 fue elegido el segundo alcalde Don Manuel Morataya. Un año después, se inauguró el servicio telefónico (Telégrafo) y en 1895 se nombró al primer cura párroco Don Cecilio Morales. En 1896 se instaló el primer servicio de agua, se comenzó la construcción de la iglesia, se instaló el primer servicio de faroles de gas y se abrió el primer Almacén o tienda comercial. En 1898 se abrió la primera agencia de compra de café (Berlín tiene una economía sostenida casi en su totalidad por ese cultivo) y se fundó la oficina de correos. En 1900 se inició el empedrado de las calles y se construyó la primera Cárcel.  

### Época moderna
En el año 1950 se elige como la primera alcaldesa de El Salvador en esta ciudad a la Sra. Rosario Lara Vda. de  Echeverría.
Berlín se encuentra ubicado en la cordillera Tecapa - Chinameca, que es una zona con varias elevaciones orográficas y con algunos volcanes inactivos incluidos. En ese contexto las ciudades de Berlín y Alegría poseen mucho vapor volcánico (fumarolas) en su subsuelo, lo que dio lugar a que entre 1976 y 1981 se desarrollara el proyecto “Desarrollo del proyecto geotérmico de la zona centro-oriente” con financiamiento del Banco Internacional de Reconstrucción y Fomento (BIRF), conocido como Banco Mundial. A partir de los resultados, en aquel entonces el organismo del Estado responsable de la generación eléctrica (La Comisión Ejecutiva Hidroeléctria del Río Lempa - CEL) elaboró el proyecto “Bocapozo Berlín I”, el cual permitió la inauguración en 1992 de una pequeña central comercial conocida como  “Central El Tronador” (unidad 1 del proyecto Bocapozo). Actualmente, la capacidad instalada en la central geotérmica es de 66 MW y cuenta con dos unidades a condensación de 28 MW cada una. Las estimaciones de la empresa responsable del manejo de la generadora (La Geo) estima que los campos geotérmicos existentes asegurarán aproximadamente 25 años adicionales de producción.

### Guerra Civil
Berlín se convirtió durante la guerra civil de El Salvador, en uno de los municipios más castigados por la violencia generada, y en un bastión importante para la demostración de fuerza, tanto del ejército como de la guerrilla alzada en armas. La ciudad fue, durante toda la guerra, escenario frecuente de combates entre las fuerzas beligerantes.
Sin embargo, es a finales de enero y principios de febrero de 1983 que se dan cruentos combates que acaban con el ingreso de la guerrilla a la ciudad, convirtiéndose en ese momento en la ciudad de mayor importancia que caía en manos de los grupos guerrilleros desde el inicio de la guerra civil
La guerrilla logra, el 30 de enero de 1983, ingresar a la ciudad y tomarse la localidad después de varios días de combate con las fuerzas del gobierno. Obviamente la toma de la ciudad era una forma de demostrar fuerza, por lo que la presencia guerrillera fue corta, al retirase el día jueves 3 de febrero de 1983
A partir de conocerse la toma de la ciudad por parte de los guerrilleros, el ejército movilizó muchos soldados desde los frentes de batalla en el departamento de Morazán hasta esta ciudad para intentar recuperar el control del municipio. Esto dio un giro radical en la guerra, ya que se observó que los escenarios de guerra ya no se limitaban a las zonas montañosas de Morazán, sino a ciudades importantes, como es el caso de Berlín. Estos combates en una ciudad considerada de gran importancia, por encontrarse en una región económicamente rica, generaron incluso grandes impactos noticiosos a nivel internacional y preocupación política en el Gobierno salvadoreño e incluso en Washington
En esa semana de combates, el ejército salvadoreño y los asesores militares estadounidenses se mostraron sorprendidos por la capacidad de la guerrilla de lanzar ataques de tal importancia, (incluso al menos un asesor militar fue herido en combates posteriores a la toma de Berlín) y concentrar tal poder de fuego en una zona, que hasta esa fecha, estaba lejos de los teatros de operaciones. En esa trágica semana de guerra, la ciudad fue abandonada por al menos el 50% de su población y resultaron destruidas completamente, al menos cinco manzanas del centro de la ciudad, lugares que aún décadas después, muestran cicatrices de esa destrucción.
Según noticias del periódico El País de España, fechadas el 7 de febrero de 1983, se hablaba de 27 fuerzas del gobierno muertos (no se mencionan muertos del lado de la guerrilla, aunque obviamente los hubo), además, 258 civiles que murieron en circunstancias no aclaradas.

## Geografía y clima
El distrito se encuentra localizado entre montañas. Y presenta una extensión del territorio distrital de 146.96 km²
La situación geográfica es al norte del departamento de Usulután, el cual a su vez, está al oriente de El Salvador.
Berlín se encuentra ubicado entre los 1023 y 1080 m s. n. m. aproximadamente, posee un clima agradable, está rodeado de montañas en las cuales destacan el cerro Pelón (1390 m s. n. m.) El Pinal (1593 m s. n. m.)y Guandique (1540 m s. n. m.) su vegetación tropical con abundantes plantaciones de café con muchísimos árboles de pepeto (nombre científico: Inga Fagifolia de la familia de las Leguminosae) que sirven de sombra a los cafetales. En algunas áreas hay pinares suavizando las temperaturas. El municipio limita al norte con Mercedes Umaña, al sur con San Agustín y
San Francisco Javier, al este con los municipios de Tecapán y Alegría y al oeste con la orilla del Río Lempa.
El clima de Berlín es un poco suave, siendo marzo, abril y mayo los meses más calurosos del año, con temperaturas máximas que pueden alcanzar los 32°C, en cambio de diciembre a febrero se tienen temperaturas más agradables con mínimas que pueden llegar a 9 grados celsius y máximas de 23 °C.
En resumen, Berlín tiene aproximadamente 60 días que sobrepasan los 30 °C  y 20 días en los cuales disminuye a menos de 14 °C, su temperatura anual promedio es de 21.º, siendo su máximo histórico de 35 °C y mínimo histórico de 4 °C. La ciudad tiene abundantes precipitaciones de lluvia durante los meses de mayo a octubre, época invernal en El Salvador.

## División
Cuenta con 17 cantones, 35 caseríos, 4 barrios y 4 asentamientos.
Sus cantones son:
1. Colón
2. Concepción
3. El Corozal
4. El Tablón
5. La Unión
6. Las Delicias
7. Las Piletas
8. Los Talpetates
9. San Felipe
10. San Francisco
11. San Isidro
12. San José
13. San Juan Loma Alta
14. San Lorenzo
15. Santa Cruz
16. Virginia
17. El Recreo

## Demografía
Según el VII Censo de Población y VI de Vivienda, llevado a cabo en el año 2024 por la Dirección General de Estadísticas y censos de El Salvador, Berlín contaba al 2024 con una población total de 20,683 habitantes (densidad poblacional: 141 hab/km²), de los cuales 9,928 son hombres y 10,755 son mujeres.

## Economía
El municipio de Berlín dependió -y aún depende- durante mucho tiempo del cultivo de café. La mayor parte del territorio circundante a la ciudad son fincas cafetaleras. Las tierras altas del municipio se prestan para este cultivo que es propio de terrenos de altura. En las partes bajas del municipio (zona rural) se da mucho también agricultura de subsistencia (producción mínima solamente para cubrir las necesidades del agricultor y su familia) de maíz y frijol. En los casos que existen excedente de producción de granos básicos (maíz y frijol), es comercializado principalmente en la zona urbana del municipio. La producción de especies menores como las aves de corral está orientada también para el autoconsumo y en menor escala para la venta. 
En cuanto al café, algunas fuentes sostienen que el posible período de introducción a El Salvador fue entre los años 1800 y 1815 en el departamento de Ahuachapán, en el occidente de El Salvador, cultivándose en huertos. De aquí se extendió al resto de la república.
En el año de 1857, se podía apreciar el desarrollo de las plantaciones de cafeto en los alrededores de Santa Ana, Ahuachapán y Sonsonate. Las primeras estadísticas de la caficultura fueron dadas por Gobernador santaneco en 1861, indicando que existía 1.6 millones de cafetos en viveros, 690 mil plantas recién sembradas en el campo y 600 mil cafetos en producción. Posteriormente, se estableció el cultivo en el oeste de San Vicente, en la Cordillera de Berlín (Usulután) y en el volcán Chaparrastique (San Miguel)
El cultivo del café trajo desarrollo económico para el municipio, pues con el paso del tiempo se establecieron beneficios de café, "recibideros" de café (lugares donde se recibe el producto cosechado, para luego ser trasladado a los beneficios), y todo el aparato que soporta esta industria. Como beneficios añadidos, podemos mencionar que se mejoró la comunicación por carreteras, por la importancia de transportar el producto y el trabajo en las fincas abundaba, pues, además, del período de cosechado del producto que va de octubre a enero que demanda intensa cantidad de mano de obra, también los cafetales generan trabajo en otras épocas del año, en las cuales es necesario darle mantenimiento a los cultivos.
Esto permitió que la mayoría de la población del municipio, pudiera subsistir de la industria del café, ya que los dueños de las fincas, entre los cuales se encontraba la familia Meardi que llegó a ser una de las famosas catorce familias del país con más de 3600 manzanas cultivadas necesitaban de grandes cantidades de mano de obra, además, que en la época de cosecha, las familias completas, incluyendo esposas e hijos, eran contratados en estas tareas y permitía que todos los miembros de la familia generaran ingresos extras a la economía del hogar.
El Salvador como país productor de café y por ende el municipio de Berlín, gozaron de un largo período de bonanza cafetalera, hasta que a finales de los años 1980's se dio la crisis de los precios del café como resultado de la abolición del sistema de cuotas de exportación de cada país productor establecidas en el Convenio Internacional del Café. Al caer los precios del café exportado hacia los países consumidores, muchos cafetaleros ya no podían cubrir los costos de mantenimiento de las fincas y de cosechado con los ingresos recibidos por las ventas, lo que derivó en un descuido de los cafetales y en desinterés de los cafetaleros por el cultivo. Esto dio lugar a que poblaciones enteras que subsistían del cultivo, repentinamente se vieran privadas de trabajo e ingreso.
La falta de trabajo y por ende de ingresos en los municipios con economías basadas en el café, tuvo consecuencias de carácter económico, social y medioambiental, como son: abandono de fincas, pérdida general de empleos, menos ingresos fiscales a los estados y municipios, como bien señala la Organización Internacional del Café (OIC).
Todas las consecuencias señaladas por la OIC, se dieron en el municipio, pues además de la económicas, se dieron las consecuencias sociales, como son: Migración de las zonas rurales a las ciudades, emigración al extranjero, menos dinero disponible para cuidados sanitarios y educación, aumento de hogares que viven por debajo del umbral de la pobreza, mayor frecuencia de malnutrición, más endeudamiento, etc..
El cultivo del café, una vez recuperados los precios del grano, sigue siendo parte de la base económica de Berlín, pero actualmente, la economía no subsiste solamente de ese cultivo. También aportan las remesas enviadas por todos los habitantes que emigraron por la guerra civil y por la falta de trabajo generadas por la caída de los precios del café. También, Berlín es un municipio con gran producción agropecuaria, especialmente de maíz y frijol.
A pesar de todo, la base económica del municipio sigue siendo la agricultura, pues el sector industrial y de servicios aporta poco a la economía del municipio. Sin embargo, actualmente la generación de energía eléctrica utilizando recursos geotérmicos es una de las actividades por las cuales se distingue la ciudad, así como la naciente industria turística.
Según el VII Censo Económico llevado a cabo por la Dirección General de Estadísticas y Censos (DIGESTYC), el cual excluye para efectos del censo al sector primario, las actividades económicas, sin incluir las actividades agrícolas y agropecuarias (en el caso de Berlín) están soportadas en un 11.70% en empresas industriales, un 76.42% en empresas comerciales, un 9.88% en empresas de servicios y un 2.00% en empresas de construcción y transporte. Este censo, no considera, como se menciona antes, las actividades del sector primario (Agrícola y agropecuarias) que en el caso de Berlín, son la principal base económica de la población. Además, no toma en cuenta por cuestiones de jurisdicción a la generadora de electricidad La Geo, que contribuye con el empleo y desarrollo económico del municipio. Esta compañía eléctrica genera electricidad a partir de la explotación geotérmica. El proyecto de generación se inició entre 1976 y 1981 y tiene una capacidad instalada de generación de 66 megawatts
En cuanto a la actividad turística la ciudad comienza a desarrollarse en esa área, aprovechando toda la historia cafetalera como base turística, así como la hermosa arquitectura del centro de la ciudad que incluye antiguas casas con paredes de lámina troquelada importada de Bélgica. Esta modalidad de construcción se dio entre 1925 y 1930 en aproximadamente el 40% de las construcciones de la época y hoy representan el rostro histórico de la ciudad.
Este legado arquitectónico permitió que la ciudad ganara en el año 2011 el concurso denominado "Pueblos Vivos, Bicentenario 2011", enmarcado en el esfuerzo del Ministerio de Turismo de El Salvador por apuntalar el sector turístico. El concurso incluía cuatro categorías, siendo Berlín el ganador en la categoría Histórico Cultural.

## Lugares de interés
Dentro de los lugares de interés del municipio están el centro de la ciudad, que incluye la Iglesia católica de San José construida en 1897 y remodelada en 1947, el parque central, y las diferentes casas antiguas a su alrededor con sus elegantes paredes de lámina troquelada, orgullo histórico de la ciudad. También se pueden observar aquellas partes centrales de la ciudad que fueron devastadas por los cruentos combates de enero - febrero de 1983, durante la guerra civil de El Salvador.
La ciudad cuenta también con legado histórico ligado al cultivo y explotación del café, por lo que todos los cerros circundantes están poblados de cafetales, ideales para el turismo ecológico. Debido a la altura de la ciudad ubicada a 1.200 metros sobre el nivel del mar, lo que le brinda al lugar un fresco y agradable clima. La ciudad ofrece a sus visitantes una gran variedad de rutas turísticas, como las parcelas demostrativas, donde se siembran granos y hortalizas, y estanques donde se practica el cultivo de tilapia y camarón, así como también visitas a fincas de café donde se realizan caminatas en medio de los bosques de café. El visitante tiene la oportunidad de disfrutar de un espectacular paisaje, observar una gran variedad de flores y observar aves tanto nativas como migratorias.
La ciudad está enclavada en la sierra Tecapa - Chinameca, la cual es una cordillera de origen volcánico con al menos 5 conos volcánicos incluidos: volcán Tecapa, volcán de Usulután, cerro El Tigre, Laguna seca El Pacayal y Laguna de Alegría. La sierra completa que incluye a las ciudades de Alegría y Santiago de María, además de Berlín, se ha creado como ruta turística denominada "Ruta de las Mil Cumbres"
En cuanto a la industria energética, la ciudad está a 3 kilómetros de las plantas de generación eléctrica a partir del vapor geotérmico que actualmente es administrado por la empresa La Geo, de capital público (Estatal). Este campo geotérmico, cuyo principal atractivo obviamente es la generación de energía con recursos renovables (geotérmicos), es explicado por guías turísticos del lugar, a los visitantes interesados en conocer más sobre ese tipo de generación de energía. En este parque se pueden encontrar un museo interpretativo, una piscina con agua termal, saunas, cafetería, senderos interpretativos, miradores y artesanías típicas entre otros atractivos.

## Espacios naturales
La ciudad está enclavada en la sierra Tecapa - Chinameca, entre cerros cultivados de café.

### Hidrografía
Por la altura a la que se encuentra el municipio, Berlín cuenta con una hidrografía escasa, con ríos de poco recorrido y poco
caudalosos, entre los pocos ríos de la zona, se encuentran: Río San Simón, Río Guallinac, Río Agua Caliente, Planón, y San
Lorenzo entre otros. También el río Lempa (el río más grande y caudaloso de El Salvador) pasa a las orillas del municipio, en el área en donde se dividen los departamentos de Usulután y San Vicente.

### Vegetación
La flora es la típica flora de un bosque húmedo subtropical. Las especies arbóreas más notables son: pepeto (árbol muy utilizado para la generación de sombra en los cultivos de café), madrecacao, pino de ocote, chaparro, nance, robles tambor, zopilocuavo, mulo y níspero.

### Orografía
Los rasgos orográficos más notables en el municipio de Berlín son los cerros Talpules, Pelón, Verde, El Pinal y Las Palmas. Las lomas: El Coyol, del Flor, El Bonetillo, Lechero, El Paterno, El Cimarrón, El Papayo, El Planón, Las Hornillas y El Cordoncillo.

## Transportes
La manera más adecuada de llegar a la ciudad desde la ciudad capital San Salvador, es en automóvil o transporte público (autobús) recorriendo los 112 kilómetros (aproximadamente 70 millas) en automóvil en 2 horas y en autobús en 2 y media horas. Si se viaja en vehículo se puede tomar la carretera Panamericana y desviarse a la altura del kilómetro 98 (desvío a Berlín y Mercedes Umaña) o por la carretera del Litoral, en la cual debe ingresar por el desvío a la ciudad de San Agustín; en esta última ruta, existe el inconveniente que la carretera no es asfaltada. Si se viaja en autobús, hay que abordar la ruta 303 en la Terminal de Oriente, ubicada en el barrio Lourdes, Final Avenida Peralta, San Salvador. La ruta 303 tiene aproximadamente 4 salidas diarias. Si no desea esperar el autobús con ruta directa a la ciudad, puede abordar (en la misma Terminal de Oriente) cualquiera de las siguientes rutas de autobuses: Ruta 301 (hacia San Miguel), Ruta 304 (hacia La Unión), Ruta 305 (hacia San Francisco Gotera), Ruta 306 (hacia Santa Rosa de Lima) o Ruta 309 (hacia Santiago de María) y solicitar bajarse en el desvío hacia Berlín - Mercedes Umaña. Ahí debe abordar la ruta 354 que hace el recorrido Mercedes Umaña - Berlín y que normalmente sale desde ese desvío.
Ya en el municipio, si no viaja en vehículo, existe los mototaxis, el medio de transporte que se ha vuelto tradicional en muchas ciudades de El Salvador, a través del cual puede visitar cualquier área del municipio, incluso muchas zonas rurales.
Si el origen de su viaje es fuera de El Salvador, debe viajar en cualquier aerolínea de su país con destino a El Salvador o en la Aerolínea AVIANCA (esta aerolínea vuela a 42 destinos en 22 países de Norte, Centro, Sudamérica y el Caribe, incluyendo vuelos diarios a nueve de las principales ciudades de Estados Unidos y Canadá), llegando al Aeropuerto Internacional de El Salvador comúnmente conocido como Aeropuerto Internacional Monseñor Oscar Arnulfo Romero y Galdámez , el cual está localizado a unos 50 km (30 millas) de San Salvador en El Salvador y como a 80 kilómetros (50 millas) de la ciudad de Berlín.